# Attitude (Mrs. GREEN APPLEのアルバム)
『Attitude』（アティチュード）は、日本のロックバンド・Mrs. GREEN APPLEが2019年10月2日にEMI Recordsから発売した4枚目のフルアルバムである。

## 内容
前作「ENSEMBLE」から約1年6ヶ月ぶりに発売されたオリジナルアルバム。
初回限定盤と通常盤の2形態で発売され、初回限定盤には特典として「Attitude」、「インフェルノ」「CHEERS」「lovin'」のミュージック・ビデオ、今作の制作メイキング映像、神奈川県立湘南高等学校の合唱部とコラボした「僕のこと」合唱バージョンとメイキング映像、同年3月に開催されたイベント「2019 大港開唱Megaport Festival」出演のため台湾を訪れた際の密着ドキュメンタリー映像、同年7月にNHKホールで行われた「Mrs. GREEN APPLE HALL TOUR 2019 The ROOM TOUR」の東京公演2日目より「Hug」「絶世生物」「ノニサクウタ」「In the Morning」「WanteD! WanteD!」「僕のこと」「ロマンチシズム」「青と夏」「How-to」のライブ映像が収録されたDVDが同梱された
。

## 楽曲について
1. 「InsPirATioN」
2. 「Attitude」
今作の表題曲。ミュージックビデオが作られている。
5人体制のライブでは一度も演奏されていなかったが、2022年7月8日に行われた復活ライブ『ARENA SHOW "Utopia"』の1曲目としてライブ初披露された。
二宮和也（嵐）がカバーアルバム『○○と二宮と』（2022年6月20日配信開始[3]、CDは嵐ファンクラブ会員限定で2022年6月17日発売[4]）でカバーしている。
3. 「インフェルノ」
3rdデジタルシングルの表題曲にして先行配信第1弾楽曲。
4. 「CHEERS」
先行配信第3弾楽曲。
5. 「Viking」
6. 「ProPose」
7. 「僕のこと」
8thシングルの表題曲。合唱ver.のMVもYouTubeで公開される。
8. 「青と夏」
7thシングルの表題曲。
9. 「クダリ」
10. 「lovin'」
先行配信第2弾楽曲。初めて編曲クレジットがバンド名義になった楽曲。ミュージック・ビデオは大森、若井と同い年の絵師・Nana Hikokuboが手掛けた全編アニメーションで、忙しい日々を過ごす中、とある犬に出会ったことで人生が大きく変わっていく主人公を物語にした内容となっている[5]。
11. 「Ke-Mo Sah-Bee」
12. 「ロマンチシズム」
9thシングルの表題曲。
13. 「嘘じゃないよ」
2014年にライブで披露されていた楽曲[6]。
14. 「How-to」
9thシングル「ロマンチシズム」のカップリング曲。
15. 「Soup」
16. 「Circle」
17. 「Folktale」
8thシングル「僕のこと」のカップリング曲。

## 収録内容
| 全作詞・作曲: 大森元貴、全編曲: 大森元貴（#10、編曲: Mrs. GREEN APPLE）。 |                    |           |            |                                             |      |
| #                                                                         | タイトル           | 作詞      | 作曲・編曲 | アレンジ                                    | 時間 |
| 1.                                                                        | 「InsPirATioN」    | 大森元貴  | 大森元貴   | ストリングスアレンジ: Effy                  | 1:01 |
| 2.                                                                        | 「Attitude」       | 大森元貴  | 大森元貴   | ストリングスアレンジ: Effy                  | 3:48 |
| 3.                                                                        | 「インフェルノ」   | 大森元貴  | 大森元貴   | アディショナルホーンアレンジ: 藤澤涼架      | 3:33 |
| 4.                                                                        | 「CHEERS」         | 大森元貴  | 大森元貴   |                                             | 3:20 |
| 5.                                                                        | 「Viking」         | 大森元貴  | 大森元貴   | フィドルアレンジ: 山下洋介                  | 3:04 |
| 6.                                                                        | 「ProPose」        | 大森元貴  | 大森元貴   |                                             | 3:17 |
| 7.                                                                        | 「僕のこと」       | 大森元貴  | 大森元貴   | ストリングス & トランペットアレンジ: 伊藤賢 | 5:22 |
| 8.                                                                        | 「青と夏」         | 大森元貴  | 大森元貴   | ストリングスアレンジ: 山下洋介              | 4:32 |
| 9.                                                                        | 「クダリ」         | 大森元貴  | 大森元貴   |                                             | 4:27 |
| 10.                                                                       | 「lovin'」         | 大森元貴  | 大森元貴   |                                             | 2:36 |
| 11.                                                                       | 「Ke-Mo Sah-Bee」  | 大森元貴  | 大森元貴   |                                             | 3:20 |
| 12.                                                                       | 「ロマンチシズム」 | 大森元貴  | 大森元貴   |                                             | 3:35 |
| 13.                                                                       | 「嘘じゃないよ」   | 大森元貴  | 大森元貴   | ストリングスアレンジ: 山下洋介              | 4:48 |
| 14.                                                                       | 「How-to」         | 大森元貴  | 大森元貴   |                                             | 3:57 |
| 15.                                                                       | 「Soup」           | 大森元貴  | 大森元貴   | アディショナルストリングスアレンジ: 須原杏  | 3:40 |
| 16.                                                                       | 「Circle」         | 大森元貴  | 大森元貴   | アディショナルピアノアレンジ: 山下洋介      | 3:22 |
| 17.                                                                       | 「Folktale」       | 大森元貴  | 大森元貴   |                                             | 4:27 |
| 合計時間:                                                                 | 合計時間:          | 合計時間: | 62:09      |                                             |      |

| #   | タイトル                                                             | 作詞 | 作曲・編曲 |
| --- | -------------------------------------------------------------------- | ---- | ---------- |
| 1.  | 「Attitude」(Music Video)                                            |      |            |
| 2.  | 「インフェルノ」(Music Video)                                        |      |            |
| 3.  | 「CHEERS」(Music Video)                                              |      |            |
| 4.  | 「lovin'」(Music Video)                                              |      |            |
| 5.  | 「The Making of 4th Full Album "Attitude"」                          |      |            |
| 6.  | 「僕のこと」(合唱Version & Making)                                   |      |            |
| 7.  | 「The Document of“2019 大港開唱 Megaport Festival"in 台湾」          |      |            |
| 8.  | 「Hug」(「The ROOM TOUR」at NHKホール on 4th July, 2019)             |      |            |
| 9.  | 「絶世生物」(「The ROOM TOUR」at NHKホール on 4th July, 2019)        |      |            |
| 10. | 「ノニサクウタ」(「The ROOM TOUR」at NHKホール on 4th July, 2019)    |      |            |
| 11. | 「In the Morning」(「The ROOM TOUR」at NHKホール on 4th July, 2019)  |      |            |
| 12. | 「WanteD! WanteD!」(「The ROOM TOUR」at NHKホール on 4th July, 2019) |      |            |
| 13. | 「僕のこと」(「The ROOM TOUR」at NHKホール on 4th July, 2019)        |      |            |
| 14. | 「ロマンチシズム」(「The ROOM TOUR」at NHKホール on 4th July, 2019)  |      |            |
| 15. | 「青と夏」(「The ROOM TOUR」at NHKホール on 4th July, 2019)          |      |            |
| 16. | 「How-to」(「The ROOM TOUR」at NHKホール on 4th July, 2019)          |      |            |

## 参加ミュージシャン
Mrs. GREEN APPLE
- 大森元貴：Vocal (#2〜17)、Chorus (#2〜15,17)、Programming (#2〜15,17)、Electric Guitar (#2〜4,7〜15,17)、Acoustic Guitar (#5,7)、Breath (#1)、Windchime (#13)
- 若井滉斗：Electric Guitar (#2〜4,6〜15,17)、Acoustic Guitar (#8,10)、Banjo Guitar (#5,10,11)
- 山中綾華：Drums (#2〜15,17)、Bongo (#10,11)、Shaker (#10)、Windchime (#13)
- 藤澤涼架：Acoustic Piano (#2,5〜10,12,13,15,17)、Electric Piano (#4,16)、Organ (#3,12)、Clavinet (#11)、Flute (#10)、Programming (#14)
- 髙野清宗：Electric Bass (#2〜4,6〜15)、Wood Bass (#5,17)、Cello (#5)

Additional Musician

## チャートと売上
| チャート（2019年）              | 最高 順位 |
| ------------------------------- | --------- |
| Billboard Japan Hot Albums      | 1         |
| Billboard Japan Top Album Sales | 3         |
| Billboard Japan Download Albums | 1         |
| オリコン週間アルバムチャート    | 4         |

| チャート（年）                  | 順位 |
| ------------------------------- | ---- |
| Billboard Japan Hot Albums      | 85   |
| Billboard Japan Download Albums | 76   |
| チャート（2020年)               | 順位 |
| Billboard Japan Hot Albums      | 63   |
| Billboard Japa Download Albums  | 39   |

### 認定とセールス
| 国/地域                                             | 認定 | 認定/売上数                        |
| --------------------------------------------------- | ---- | ---------------------------------- |
| 日本 (RIAJ)                                         | N/A  | 56,000（フィジカルCD) （オリコン） |
| * 認定のみに基づく売上数 ^ 認定のみに基づく出荷枚数 |      |                                    |

## タイアップ
- TBS系列スーパーアニメイズム枠アニメ『炎炎ノ消防隊』第1期オープニングテーマ (#3)
- 森永製菓「受験にinゼリー」CMソング (#4)
- 日本テレビ系列スポーツ中継番組『第97回全国高等学校サッカー選手権大会』応援歌 (#7)
- 松竹配給映画『青夏 きみに恋した30日』主題歌 (#8)
- フジテレビ系列朝の情報番組『めざましどようび』テーマソング (#10)
- 資生堂『シーブリーズ「デオ&ウォーター 運命のくま」編』CMソング (#12)
- エアアジア・ジャパン『「まってろ、アジア。」篇』CMソング (#14)
- ソフトバンク『「月への階段」篇』CMソング (#17)